# 柯克維爾 (愛荷華州)
柯克維爾（英語：Kirkville）是一個位於美國愛荷華州瓦佩洛縣的城市。

## 地理
柯克維爾的座標為41°08′38″N 92°30′16″W / 41.14389°N 92.50444°W，而該地的平均海拔高度為259米（即850英尺）。

## 人口
根據2010年美國人口普查的數據，柯克維爾的面積為1.45平方千米，當中陸地面積為1.45平方千米，而水域面積為0.00平方千米。當地共有人口167人，而人口密度為每平方千米115人。